# Kelsi Nielsen
Kelsi Nielsen è un personaggio della serie di film High School Musical.

## Biografia

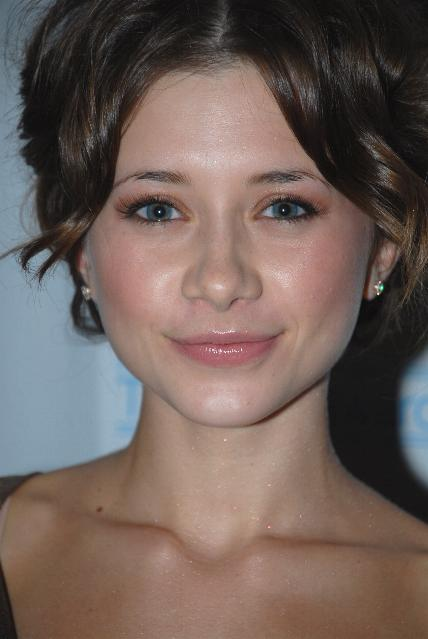
Olesya Rulin interpreta Kelsi.

Appassionata di musica, Kelsi compone tutte le musiche per Twinkle Towne, il musical invernale della East High School. A causa della sua natura docile e timida, viene spesso sfruttata e influenzata da Sharpay e anche dall'insegnante di teatro, la signora Darbus, ma con l'aiuto delle due new entry nel drama club, Troy e Gabriella, inizia a ribellarsi a coloro che la usano. In High School Musical 2, Kelsi aiuta i due a restare insieme e scrive per loro You Are The Music In Me, affinché partecipino al talent show al Lava Springs. È l'unica che si dimostra gentile con Troy dopo il suo tradimento nei confronti dei Wildcats, ed escogita insieme a Ryan un piano per riunire la squadra. Con il giovane Evans in High School Musical 3: Senior Year, sviluppa un'amicizia speciale, che porta Ryan a chiederle di andare al ballo con lui. Lavorano insieme all'ultimo musical, ed entrambi vengono scelti come vincitori della borsa di studio della Juilliard, grazie al talento di pianista dimostrato.